# ملكة جانسي (مسلسل)
ملكة جانسي (بالهندية: Jhansi Ki Rani) هو مسلسل دراما تاريخية هندية مبني على قصة حياة ملكة جانسي لاكشمي باي، واحدة من الشخصيات الرائدة في التمرد الهندي ضد البريطانيين عام 1857.

## قصة المسلسل
يبدأ المسلسل مع مانيكارنيكا (مانو) و هي في سن الـ 14. وتعيش مع والدها موروبانت تامبي الذي يعمل في بلاط الملك بيشوا باجي راو الثاني ونانا صاحب في بيتهور. تدربت على فنون القتال والحرب على يد تاتيا توبي، وتكره رؤية البريطانيين يحكمون الهند لذلك تتنكر بزي زعيمة الثورة للتصدي لهم، وتصبح ندّا لمسؤول بريطاني يدعى مانسون والذي يخلق مشاكل مختلفة لها. طلب زواج يصل من ملك جانسي غانغدهار راو ويتم الموافقة عليها، عندئذٍ تتغير حياتها من امرأة عادية إلى ملكة ويعطى لها اسم جديد هو لاكشمي باي. في جانسي خادمة تدعى موتي باي تقوم بالتآمر سرا مع ضابط بريطاني يدعى الكابتن فريزر ولكنها أخيرا تقوم بالتخلي عن أعمالها السيئة بعد أن ترى مواقف الملكة المتسامحة والنبيلة. يتم إرسال ضابط آخر يدعى الكابتن مارشال بهدف القضاء على الملكة ويقتل براتشي ابنة باجي راو الثاني والتي كانت بمثابة أخت الملكة فتقوم الملكة بالتنكر في صورة زعيمة الثورة وتنتقم من الكابتن مارشال بقتله. الملك غانغدهار راو يكتشف أن زعيمة الثورة هي نفسها الملكة فتضعف العلاقة بينهما، ولكنه يعقد صفقة مع أحد الضباط الإنكليز بعدم إلقاء اللوم على زعيمة الثورة في قضية مقتل مارشال بشرط تسليم سمر سينغ والذي كان مطلوبا للبريطانيين وكان صديقا مخلصا للملكة، فتقوم الملكة بإنقاذ سمر سينغ من أيدي البريطانيين ولكن الملك يقوم بطردها وتجريدها من حقوقها الملكية.
خارج جانسي تلتقي الملكة بالمعلم الحكيم أكاريا الذي يقف بجانبها وترى الملكة فظاعة معاملة البريطانيين السيئة للناس وتقوم بإقناع القرويين لقتال البريطانيين وينضم لها سمر سينغ وكارما. كان كارما يريد أن يقتل الملك غانغدهار راو لإنه كان يعتقد أن كل المشاكل سببها هو فيعمل مع البريطانيين ويقوم الكابتن مارتن بوعده بأنه سوف ينصب قائدا للقرى إذا عمل من أجلهم، ولكن بعد إتمام مهمته يقوم مارتن بطعنه وتركه ينزف حتى الموت، فتقوم الملكة بإنقاذه وتسامحه على كل أفعاله فيصبح كارما شخصا جديدا مخلصا للملكة. الملكة تتنكر بشكل رجل إسمه راجا وتتحدى الكابتن مارتن في القتال بالحلبة، ولكن مارتن يرسل مصارعا عملاقا فيتمكن راجا من التغلب عليه. بعدها يعرف الملك غانغدهار راو الذي كان يحضر المباراة الملكة ويعيدها إلى مملكة جانسي مع كامل حقوقها الملكية.
بعد عدة محاولات فاشلة لاغتيال الملك، يتم إرسال الكابتن نيلسون الذي يقتل الكابتن روس ويلقي بالتهمة على سمر سينغ ويعتقله و تتم محاكمته وإعدامه. بعد ذلك يمرض الملك باجي راو الثاني وتتدهور صحته فتذهب الملكة إلى بيتهور فور سماع النبأ وعندما توفي باجي راو يحاول مانسون السيطرة على حصن بيتهور، الملكة تقوم بمقاومته وتخرج منتصرة من المعركة وتقطع ساق مانسون. الملكة تضع ولدا أسمته دامودار راو وتتبنى ولدا آخر إسمه أناند راو. نيلسون يقتل ابن الملكة دامودار راو وبعدها بفترة يقوم علي بهادور باغتيال الملك غانغدهار راو ويتم إرسال الكابتن هاميلتون للإستيلاء على جانسي. تقوم الملكة بإعادة تسمية أناند ليصبح دامودار مرة أخرى وتقاوم شركة الهند الشرقية بشدة وتبدأ بوادر الثورة والتمرد في كافة أرجاء البلاد. هاميلتون يصنع فتنة بين مملكتي جانسي وأورشا حيث أن ملكة أورشا لاداي سركار كانت تعتبر البريطانيين حليفا لها وكانت تحمل ضغينة تجاه جانسي والملكة لاكشمي باي فيدخلون في حرب ضد بعضهم البعض وفي هذه الأثناء ينجح البريطانيون بالإستيلاء على جانسي، لاكشمي باي تخرج من الحرب منتصرة وتعود إلى جانسي المحتلة وتنجح باستعادتها. بعدها يصبح كل من الملكة لاكشمي باي ولاداي سركار حلفاء بعدأن سامحت لاكشمي باي عن لاداي سركار المهزومة.
تقوم الملكة فيكتوريا بإرسال هيو روز كبديلا عن نيلسون الذي قتلته الملكة لاكشمي باي، ويقوم هيو روز بالمساعدة مع الكابتن هاميلتون باختطاف الأمير دامودار ولكن الملكة تنجح باستعادته وتقتل هاميلتون. فيقوم هيو روز يقوم بهجمات متكررة على قصر جانسي ويدافع عنها جنود الملكة ببسالة جيث يستشهد كل من غوث خان، كارما، لاداي سركار، جالكاري باي، راغوناث سينغ، ووالد الملكة موروبانت تامبي وغيرهم. و تضعف قوة الملكة نتيجة لخيانة العديد من الشخصيات في جانسي والممالك المحيطة فتصاب في معركتها الأخيرة ويتمكن الكابتن غال من قتلها.

## طاقم العمل

### الهنود
| الممثل                   | الدور                                                             |
| ------------------------ | ----------------------------------------------------------------- |
| كراتيكا سنغار            | الملكة لاكشمي باي                                                 |
| أولكا غوبتا              | الملكة لاكشمي باي الصغيرة المعروفة بإسم مانيكارنيكا (مانو) / كالي |
| سمير دهارمادهيكاري       | الملك غانغدار راو نيفالكار                                        |
| شايليش داتار             | موروبانت تامبي                                                    |
| رافيندرا مانكاني         | البيشوا باجيراو الثاني                                            |
| أرونا إيراني             | فاهيني ساهيبا                                                     |
| أميت باتشوري             | تاتيا توبي                                                        |
| أشنوور كاور              | براتشي                                                            |
| بونيت بانجواني           | نانا صاحب                                                         |
| شهير شيخ / ساتياجيت دابي | نانا صاحب الصغير                                                  |
| دينيش كاوشيك             | نار سينغ راو                                                      |
| هيمانت تشودري            | راغوناث سينغ                                                      |
| سيدهارث فاسوديف          | سمر سينغ                                                          |
| بونيت فاشيست             | كارما                                                             |
| آراف تشودري              | مانغال باندي                                                      |
| غاريما أجماني            | موتي باي                                                          |
| جايا بهاتاشاريا          | ساكو باي                                                          |
| أميتا نانغيا             | لاتشو باي                                                         |
| سوشيلا                   | جانكي باي                                                         |
| بريام أمباليا            | أناند راو / دامودار راو                                           |
| تانيا مالجي              | إندو الصغيرة                                                      |
| سوربهي تيواري            | مينا باي                                                          |
| اشيتا فياس               | رانا بانكورا / جالكاري باي                                        |
| تارون خانا               | علي بهادور                                                        |
| فيشنو شارما              | فادريان                                                           |
| تريشيكا تيواري           | فايشالي                                                           |
| ديف كوبناني              | دروباد                                                            |
| برانيتا ساهو             | جوهي                                                              |
| سوني سينغ                | فيشكانيا                                                          |
| مينال كابور              | مانديرا                                                           |
| إيفا غروفر               | بهاغيراثي تامبي                                                   |
| بيناف داداتشاندجي        | غانغا                                                             |
| أشفيني كالسيكار          | هيرا باي                                                          |
| أتشينت كاور              | لاداي سركار                                                       |
| مانوج كومار              | غلام غوث خان                                                      |
| سودانشو باندي            | كونوار يوفراج                                                     |
| سانجاي سواراج            | راو دولاجو                                                        |
| -                        | سوندر                                                             |
| -                        | موندر                                                             |
| -                        | مالام بابا                                                        |
| -                        | جاياجيراو سنديا                                                   |
| -                        | راجا بهادور                                                       |
| -                        | دينكار راو                                                        |
| -                        | راو صاحب                                                          |
| -                        | لادي                                                              |

### الإنجليز
| الممثل           | الشخصية                                     |
| ---------------- | ------------------------------------------- |
| إدوارد سونينبليك | الكابتن جيمس مانسون / الكابتن جون و. نيلسون |
| بين كابلان       | الكابتن فريزر / جون لانغ                    |
| فيكاس فيرما      | الكابتن مارشال / الكابتن روبرت هاميلتون     |
| أليكس أونيل      | الرائد روبرت و. إليس                        |
| -                | الكابتن مارتن                               |
| صامويل براون     | الكابتن روس                                 |
| توماس مونرو      | هيو هنري روز                                |
| دافيد ستيل       | الكابتن ماك / غال                           |
| غاري ريتشاردسون  | الإيرل (اللورد) دالهوسي                     |
| غلين دافيد شورت  | المفوض ويلسون                               |
| روبن برات        | السير موريلاند (المفوض في كانبور)           |
| -                | الكابتن مالكولم                             |
| -                | الفيكونت تشارلز كانيننغ                     |
| -                | الملكة فكتوريا                              |
| رامونا ساف       | روز نيلسون                                  |
| سوزان بيرنيرت    | عشيقة موريلاند                              |

## النسخة العربية من المسلسل
النسخة العربية من مسلسل ملكة جانسي عرض على قناة زي أفلام مدبلجا باللغة العربية حيث تم تقسيم المسلسل إلى موسمين، عرض الموسم الأول مكونا من 70 حلقة في 19 سبتمبر 2012 وانتهى في 25 ديسمبر 2012. تأخر عرض الموسم الثاني والأخير حيث تم إعادة عرض الموسم الأول من 1 أبريل 2013 و استمر حتى 7 يونيو 2013 وبعد ذلك تبعه عرض الموسم الثاني والأخير الذي بدأ في 10 يونيو 2013 و انتهى في 7 نوفمبر 2013.
مدة الحلقات الأصلية من المسلسل هي ما بين 20-25 دقيقة تقريبا لذلك تم دمج كل حلقتين أو ثلاث لتصبح حلقة واحدة في النسخة العربية مدتها ما بين 40-45 دقيقة تقريبا. من جهة أخرى تم تقطيع وحذف العديد من المشاهد في النسخة العربية.

## نسخ أخرى من المسلسل
- النسخة الهندية من المسلسل عرضت على قناة زي تي في أميركا و إي تي إن كندا مصحوبا بترجمة إنجليزية، بدأ العرض من 10 أكتوبر 2011 و انتهى في أغسطس 2013.
- النسخة المدبلجة باللغة الماراثية عرض على قناة زي ماراثي.
- النسخة المدبلجة باللغة التاميلية عرض على قناة زي تاميل.
- النسخة المدبلجة باللغة التيلوغوية عرض على قناة زي تيلوغو.
- النسخة الكوردية من المسلسل عرض على قناة كوردسات مدبلجا باللهجة الكوردية السورانية.

## الدقة التاريخية
تمت الإشادة بالمسلسل عن الدقة التاريخية للثياب والحلي التي يرتديها الشخصيات. مع ذلك، أثيرت بعض الشكوك حول صحة الأحداث التاريخية في المسلسل من قبل بعض المؤرخين. اعترض البروفيسور والمؤرخ جواهرلال كانتشان على المسلسل قائلا بأنه يلعب بالتاريخ ويقدم معلومات غير صحيحة للعقول الشابة.

## روابط خارجية
- ملكة جانسي على موقع IMDb (الإنجليزية)
- ملكة جانسي على موقع كينوبويسك (الروسية)
- ملكة جانسي على موقع قاعدة بيانات الفيلم (الإنجليزية)